# Santiago Frigola Segimon
Santiago Frigola Segimon (Barcelona, 7 d'agost de 1965) és un professor universitari català, especialitzat en la recerca i la difusió de la llengua de signes catalana (LSC).
Professor del Departament de Traducció i Ciències del Llenguatge de la Universitat Pompeu Fabra (UPF), estudiós, divulgador i impulsor de nombroses iniciatives de difusió de la llengua de signes catalana (LSC) en diferents àmbits, des de la docència universitària fins a les noves xarxes socials, amb diferents treballs de recerca sobre la LSC, l'any 2020 fou guardonat amb el III Premi LSC de Foment de la Llengua de Signes Catalana (LSC) per la Generalitat de Catalunya en reconeixement de la difusió i prestigi d'aquesta llengua. Santiago Frigola forma part de la quarta generació d'un família barcelonina de persones sordes.

## Publicacions
- Frigola, Santiago; Álvarez, F. Javier «La comunitat sorda a Catalunya i llengua de signes catalana (LSC)». Llengua, societat i comunicació: revista de sociolingüística de la Universitat de Barcelona, Núm. 16, 2018, pàgs. 6-15. ISSN: 1697-5928.[4]
- Barberà, Gemma; Quer, Josep; Frigola, Santiago «Primers passos cap a la documentació de discurs signat: el projecte pilot de constitució del corpus de la llengua de signes catalana». Treballs de sociolingüística catalana, Núm. 25, 2015, pàgs. 287-302. ISSN: 2013-9136.[4]
- Frigola, Santiago; Aliaga, Delfina; Barberà, Gemma; Gelpí, Cristina. «La lengua de signos en los estudios universitarios de Grado de la Facultad de Traducción e Interpretación de la Universitat Pompeu Fabra». A: Sobre adquisición, aprendizaje y evaluación de la lengua de signos español: Actas del congreso CNLSE Madrid, 2 y 3 de octubre de 2014.  Madrid: Real Patronato sobre Discapacidad, 2015, pàgs. 257-269 [Consulta: 24 abril 2021].[4]
- Quer, Josep; Frigola, Santiago. «The workings of indexicals in role shift structures in catalan sign language». A: VII Congrés de Lingüística General: actes, del 18 al 21 d'abril de 2006.  Barcelona: Universitat de Barcelona, 2006, pàg. 101 [Consulta: 24 abril 2021].[4]
- Frigola Segimon, Santiago «Ser padre sordo de hijos sordos». Biblioteca Virtual Miguel de Cervantes [Alicante], (1998).[5]
- Frigola Segimon, Santiago «La LSE infantil». Biblioteca Virtual Miguel de Cervantes [Alicante], (2002).[5]